# La Vinya Vella (Rubió)
La Vinya Vella és una antiga vinya del terme municipal de Monistrol de Calders, al Moianès.
Està situada a prop de l'extrem de llevant del terme, a prop i a ponent de la masia de Rubió,